# Vakansija
Vakansija (russisk: Вакансия) er en sovjetisk spillefilm fra 1981 af Margarita Mikaeljan.

## Medvirkende
- Leonid Kajurov som Vasilij Zjadov
- Rolan Bykov som Aristarkh Visjnevskij
- Oleg Tabakov som Akim Jusov
- Viktor Proskurin som Onisim Belogubov
- Yekaterina Vasilyeva som Felisata Kukusjkina